# Ploceus ocularis
Ploceus ocularis е вид птица от семейство Ploceidae.

## Разпространение
Видът е разпространен в Ангола, Ботсвана, Бурунди, Габон, Етиопия, Замбия, Зимбабве, Камерун, Република Конго, Демократична република Конго, Кения, Малави, Мозамбик, Намибия, Нигерия, Руанда, Судан, Свазиленд, Танзания, Уганда, Централноафриканската република, Южна Африка и Южен Судан.